# Castello di Castrocucco
Il castello di Castrocucco è un castello della Basilicata. Si trova a Maratea, nella provincia di Potenza, nei pressi della frazione omonima, sospeso su un grande costone di roccia. Nel 2005 è stato sottoposto a tutela dal Ministero per i Beni e le Attività Culturali, e tutta l'area circostante è stata individuata quale Sito di Interesse Comunitario.
Nello stesso anno è stato reinserito nell'elenco dei monumenti nazionali italiani.

## Storia
Disponiamo di pochissime fonti circa l'origine del castello. Molto probabilmente venne costruito nel corso del IX secolo, in quanto il nome del castello è già presente in una bolla di Alfano I, vescovo di Salerno, datata 1079. 
Altri storici locali lo vogliono più antico, facendone risalire la costruzione alla difesa della città di Blanda Julia.
Di certo il plesso è stato un castro bizantino.
Quindi divenne feudo della famiglia Alvernia, di origine normanna.
È noto poi che, tra la fine del XIV e l'inizio del XV secolo, il castello venne abbandonato. 
In seguito fu ceduto con l'annesso feudo, tra il 1470 e il 1660, prima ai nobili De Rosa e poi ai nobili Giordano.
Durante il XVI secolo fu ristrutturato e ingrandito e le sue mura furono modificate per ospitare anche delle bocche da fuoco. 
Dal 1664 fu tenuto dai Labanchi, una famiglia di possidenti calabresi che proveniva da Bisignano i quali amministrarono il castello e il suo territorio fino al XIX secolo. , allorquando la struttura decadde definitivamente a causa dell'incuria.

## Struttura

### Il castello
Il castello di Castrocucco fu abbandonato nel XVII secolo, e pertanto presenta un pessimo stato di conservazione. Sono comunque ancora ben distinguibili alcuni elementi, come la porta di accesso, alcuni bastioni posti agli angoli della struttura e tratti del cinto di mura.
Lo storico Michele Lacava, che effettuò un sopralluogo al castello nel 1891, così lo descrive:
(Lacava, pagg. 22-23.)
Il castello fu costruito per proteggersi dalle incursioni saracene che arrivavano dal mare, quindi la sua posizione è arroccata su una delle migliori zone di controllo, che rispondevano all'esigenza di difesa dei castellani e degli agglomerati retrostanti, inclusa la stessa Maratea.

### Il borgo
Nei pressi del castello sorgono le rovine di un antico borgo, sviluppatosi probabilmente in seguito all'edificazione della struttura medioevale.
(Lacava, pagg. 22-23.)
Sono presenti i resti di oltre 20 edifici, di una torre di guardia, delle mura di cinta e di una chiesa, che la tradizione popolare di Maratea vuole fosse dedicata a San Pietro. All'interno di questa si rilevano cripte e residui di antiche pitture, ancora parzialmente visibili malgrado la secolare esposizione alle intemperie.

## La Bandiera

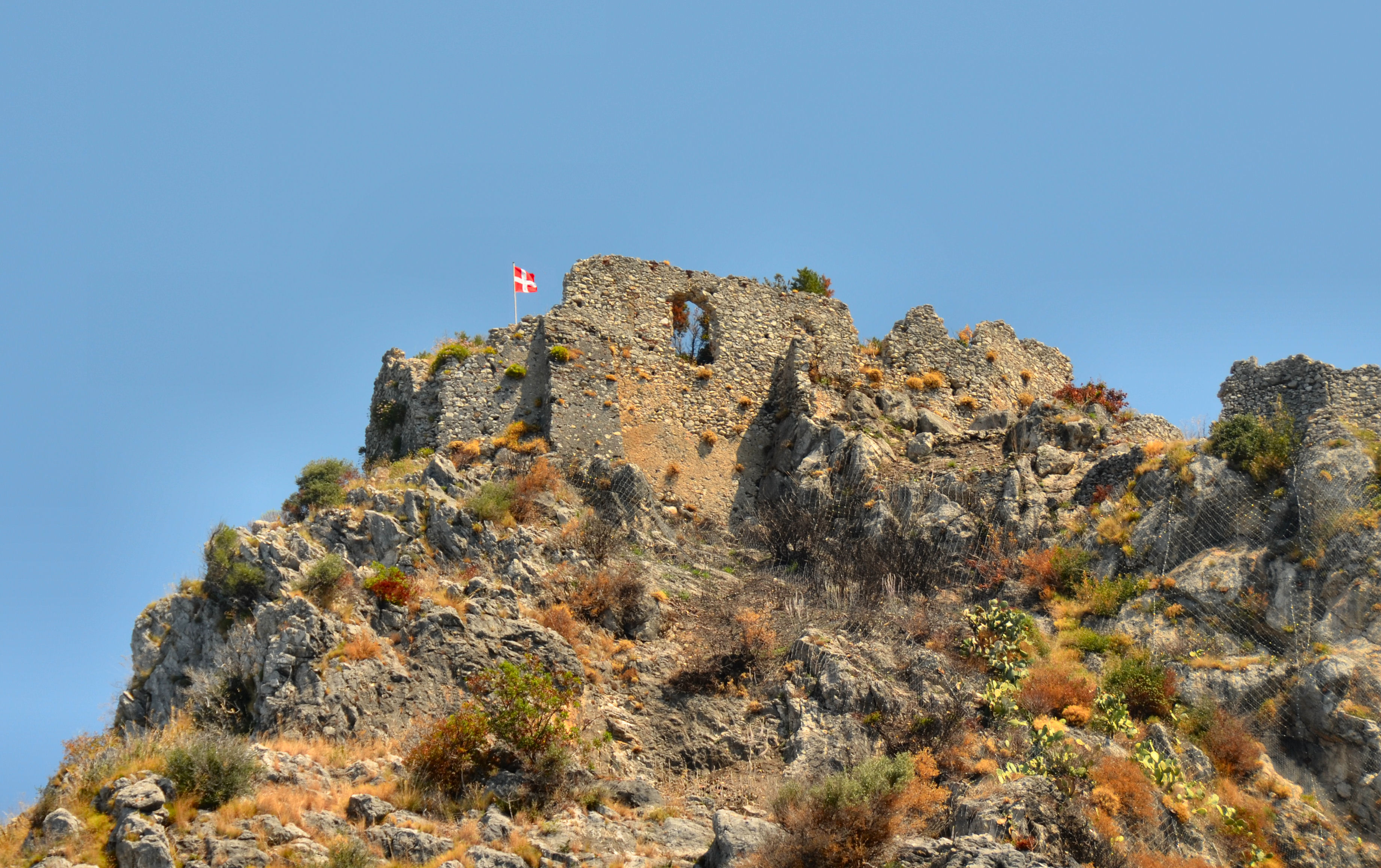
Il Castello di Castrocucco in una foto del 2015.

Dal 2015 sulla cima del castello di Castrocucco è visibile una bandiera rossa con croce bianca al centro. Il vessillo richiama le origini medievali dell'antico maniero e pare che sia stato issato da anonimi per attirare l'attenzione dei cittadini e delle istituzioni sulle gravi condizioni di conservazione in cui versano ormai la rocca e l'antico borgo di Castrocucco.